# Inter faeces et urinam nascimur
La locución latina inter faeces et urinam nascimur significa "hemos nacido entre heces y orina"; normalmente se atribuye a Agustín de Hipona (354-430), aunque con mayor probabilidad pertenece a una homilía de Bernardo de Claraval (1090-1153), un monje francés de la orden del Císter.
La frase fue usada para formular un juicio de condena de la condición humana y no solo para referirse al modo vulgar en el que llega la vida humana. «La vicinanza tra gli organi deputati alla riproduzione e all'escrezione» no es otra cosa que un símbolo negativo del destino existencial. Las aportaciones del psicoanálisis y el estudio de las fases anal y fálica en la conducta humana, lejos de los prejuicios neuróticos de esta sentencia, ponen en perspectiva el lema latino.